# Exton (Pennsylvania)
Exton település az Amerikai Egyesült Államok Pennsylvania államában. Lakosainak száma 5622 fő (2020. április 1.).

## Népesség
A település népességének változása:

| 2010 | 4 842 |
| 2020 | 5 622 |